# 富士金山
富士金山（ふじきんざん）は、静岡県富士宮市にある金山。麓金山とも呼ばれる。毛無山の東南麓に位置する。

## 中世

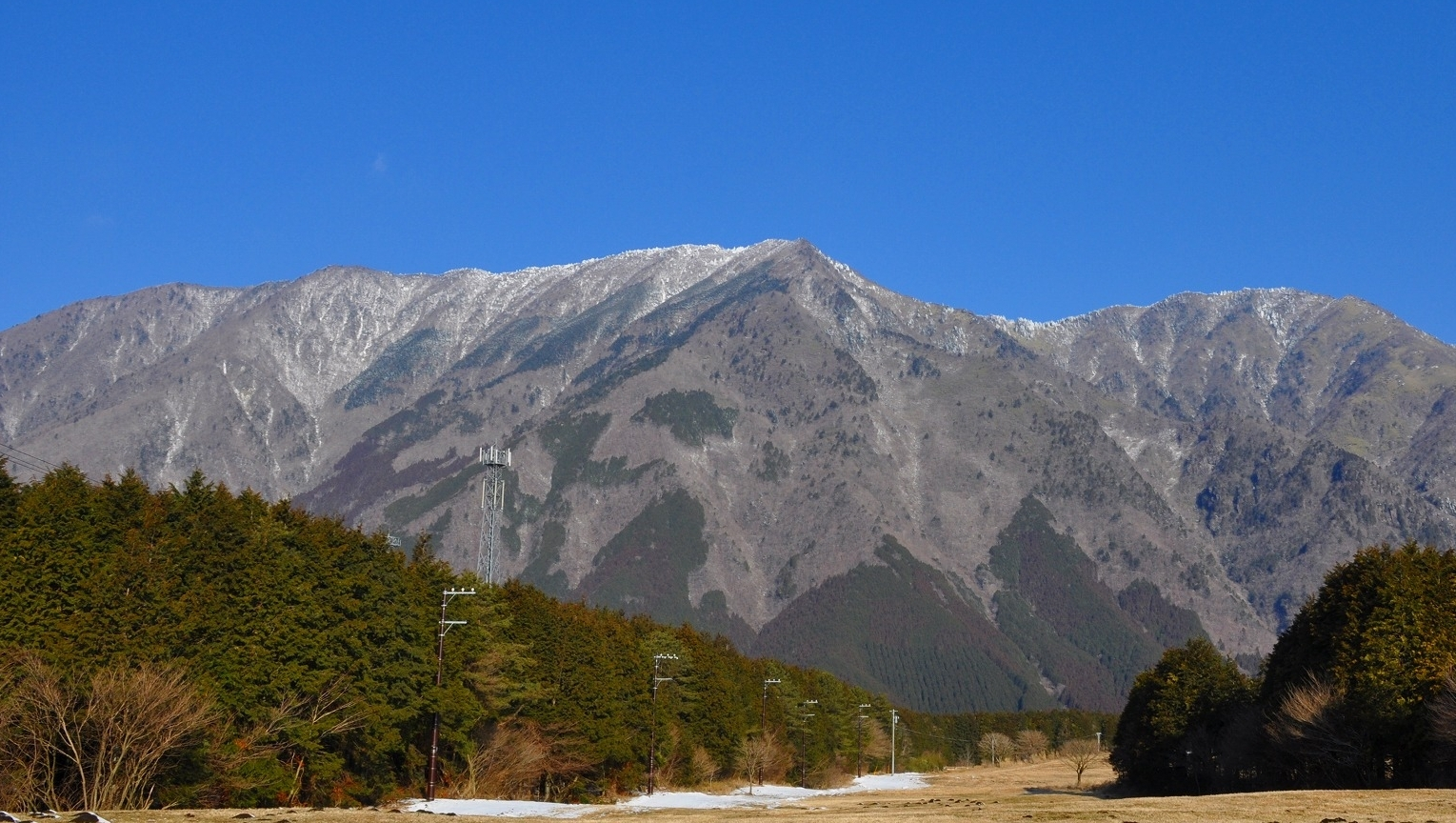
富士金山が位置する毛無山

鉱脈としては甲斐国の湯之奥金山と同じ鉱脈に属し、駿河国側の富士郡に位置する金山であるので「富士金山」と中世より称されてきた。今川氏の時代より採掘が進められたとされ、今川義元が当主の頃は金山にて働く者の荷物の運搬などを保証する文書が発給されるなど、金山採掘の環境は整備されていた。今川氏が衰退すると代わって武田氏が富士金山を支配し、武田家家臣の穴山信君が管理するようになる。
武田氏も今川氏同様金山の砂金を軍事力の糧として重視しており、採掘が進められた。武田氏滅亡後は後北条氏の支配下に置かれた。この折に『駿河国新風土記』に記されるような「金山衆麓衆大宮司一統（富士郡の国人領主富士氏）に申寄するの旨ある古文書」に該当する文書が発給されている（後述）。その後は駿河を領した徳川氏が管理することとなり、富士郡井出郷を本拠とする井出氏の井出正次が徳川氏発給文書の奉者となり、富士金山の経営などを司った。天正11年（1583年）5月3日の徳川氏朱印状では竹川氏の他「金山二十二人衆」などが普請役を免除されている。このように短い期間において激しく支配者が交代していった金山である。

## 近世以降
文政3年（1820年）の『駿河記』に「往古富士の金山とて、此里の山より黄金を掘出したり、繁昌なる頃は家数千軒に及たり（中略）これより退転して民家漸漸離散して、今は僅に三軒になる」とある。このため近世は金山としての様相はあまりみられなくなっている。慶長7年（1602年）には富士金山から中山金山へと繋がる堀間の確認作業が行われており、双方の金山の堀間が複雑に入れ込んだ状態であったことが確認されている。『駿河国新風土記』には「里人竹川藤左衛門某は竹川肥後守の末孫なり、天正中、甲州後陣の時、大神君に属し奉り彼地にて討死す、其恩賞に富士野三里の間の御朱璽を賜うといへり、今は富士山公林の山守なり、天正18年穴山信君の文書に、金山衆麓衆大宮司一統に申寄するの旨ある古文書等所持といへり」とある。
毛無山には現在でも麓金山精錬所跡があり、金鉱石破砕機などが残る。また遺構として、坑道や鉱石を焼くための施設と推定される焼き窯状遺構などが残る。毛無山は現在もこの地に住んでいる竹川家が管理しており、竹川家山門の門構えがある。